# Ništa lično
Ništa lično drugi je studijski album srbijanske pjevačice Nataše Bekvalac. Izdala ga je izdavačka kuća City Records 29. listopada 2002. godine. Na albumu se nalazi deset pjesama.

## Popis pjesama
| Br. | Skladba                | Trajanje |
| --- | ---------------------- | -------- |
| 1.  | »Ne mogu«              | 3:45     |
| 2.  | »Sada je stvarno kraj« | 3:20     |
| 3.  | »Mali signali«         | 3:18     |
| 4.  | »Ko je ona devojka«    | 3:31     |
| 5.  | »Gubim tlo pod nogama« | 3:29     |
| 6.  | »Ništa lično«          | 3:19     |
| 7.  | »Šizofrenija«          | 4:11     |
| 8.  | »Idu dani«             | 3:03     |
| 9.  | »Ne mogu (Unplugged)«  | 3:46     |
| 10. | »Bolja sam od nje«     | 3:30     |

## Izdanja
| Regija         | Datum               | Format(i)  | Izdavač      |
| -------------- | ------------------- | ---------- | ------------ |
| SR Jugoslavija | 29. listopada 2002. | CD, kaseta | City Records |